# Онега (животное)
Оне́га (лат. Onega stepanovi) — вымершее животное, один из малоизученных представителей эдиакарской фауны.

## Открытие
Четыре отпечатка онеги были найдены в породах русла реки Сюзьма (Приморский район Архангельской области) летом 1975 года и описан Михаилом Федонкиным в 1976 году.

## Описание

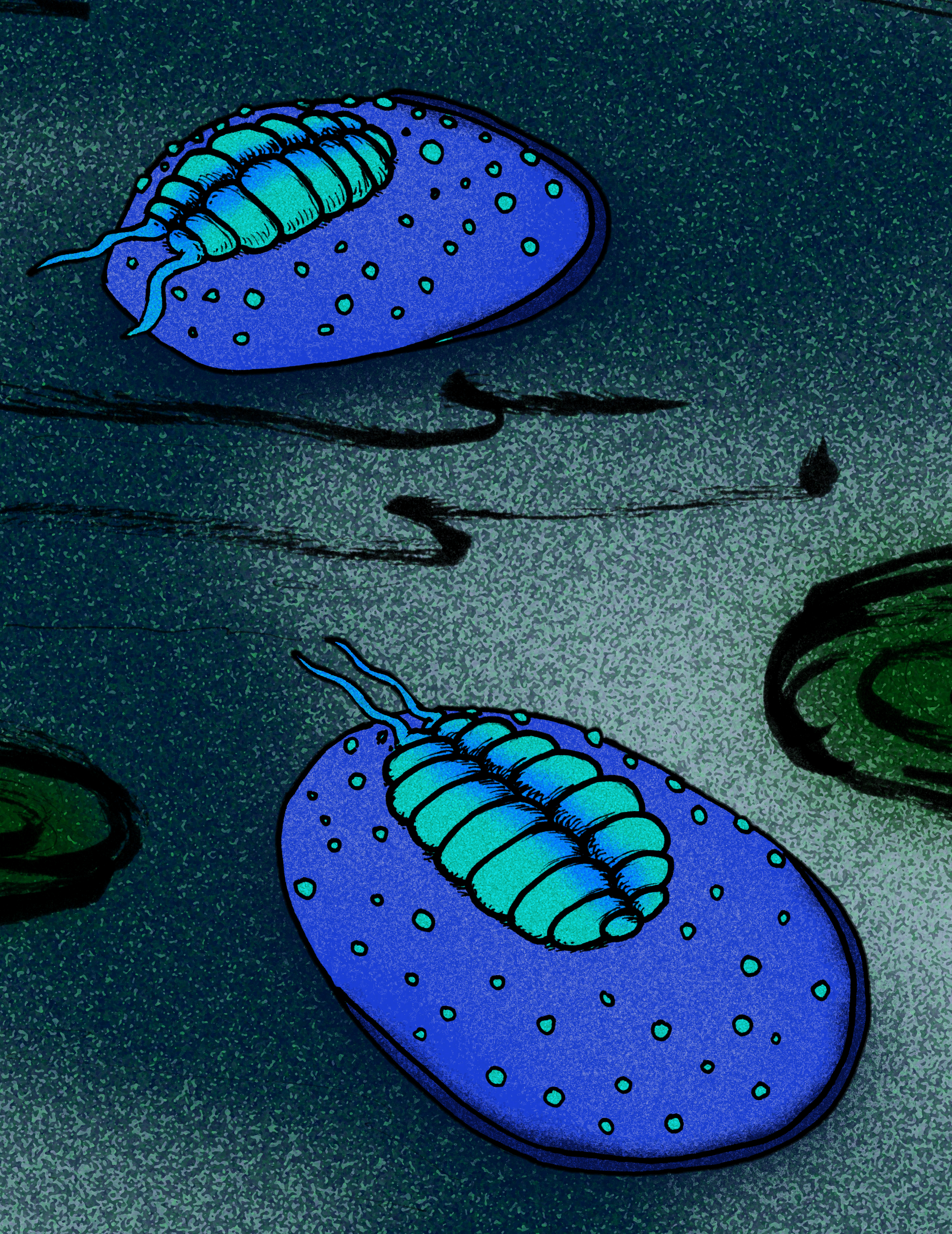
Онега в представлении художника

Родовое название дано по Онежскому полуострову, где Сюзьма впадает в Белое море, а видовое имя в честь студента В. А. Степанова, открывшего в 1972 году вендские окаменелости на Летнем берегу Белого моря.
Изначально Федонкин описал онегу с вендией, вендомией и прекембридиумом как возможную группу прародителей членистоногих из-за расплывчатого сходства с примитивными кембрийскими трилобитами. В 1985 году Федонкин ввёл тип проартикулят, в которых включил помимо онеги такие виды как: дикинсонии, палеоплатода, вендия, прекембридиум и другие. Однако не исключено, что онега связана с членистоногими нижнего кембрия, такими как Skania.
Отпечатки онеги были найдены также в вендских формациях у Верховки и Зимних Гор (Зимний берег, Архангельская область) вместе с другими видами: цикломедузой, эдиакарией, ёргией, вендией, дикинсониями, анфестой, альбумаресом, трибрахидием, кимбереллой, парванкориной, харниодиском и другими. Все окаменелости представляют собой негативные отпечатки в мелкозернистом песчанике с трубчатой структурой цианобактериального мата.
На недавно обнаруженных исключительно хорошо сохранившихся окаменелостях видно, что сегменты тела онеги сдвинуты в шахматном порядке, что опровергает наличие твёрдого спинного панциря, на который указывал Федонкин. На этом основании Андрей Иванцов подтвердил включение онеги в тип проартикулят.

## Морфология
Онега довольно маленькая (6×3,8 мм). Она имеет овальные очертания и уплощённое тело с сегментированной центральной областью размером 2,8×1,9 мм, окружённой сплошной зоной, поверхность которой покрыта маленькими трубочками.